# Jerome Biffle
Pour les articles homonymes, voir Biffle.
Jerome Cousins Biffle (né le 20 mars 1928 à Denver - mort le 4 septembre 2002) est un athlète américain spécialiste du saut en longueur.
Étudiant à l'Université de Denver, il excelle dans les épreuves de sprint court mais se spécialise dans le saut en longueur. Vainqueur des Drake Relays de Des Moines en 1950, il remporte la même année le titre NCAA et est élu meilleur athlète universitaire par le magazine Track and Field News. Sélectionné pour les Jeux olympiques d'été de 1952 à Helsinki, Jerome Biffle remporte le concours de la longueur avec un saut à 7,57 m, devançant de quatre centimètres son compatriote Meredith Gourdine.

## Palmarès
| Année | Compétition     | Lieu     | Résultat | Marque |
| ----- | --------------- | -------- | -------- | ------ |
| 1952  | Jeux olympiques | Helsinki | 1er      | 7,57 m |